# Morti il 3 aprile
| Questa pagina contiene informazioni ricavate automaticamente dalle voci biografiche con l'ausilio del template Bio e di un bot. L'aggiornamento è periodico e automatico e ricostruisce completamente la pagina. Se manca una persona in questa lista, sei pregato di non aggiungerla, ma accertati piuttosto che la sua voce biografica contenga il template Bio e che i dati anagrafici siano correttamente compilati. Se il template Bio manca, inseriscilo tu stesso o, in alternativa, metti l'avviso {{tmp\|Bio}} che ne segnala la mancanza. Se i dati riportati sono sbagliati, correggi direttamente la voce biografica; le modifiche saranno visibili in questa lista entro pochi giorni. Per chiarimenti vedi il progetto biografie. La lista contiene solo le 527 persone che sono citate nell'enciclopedia e per le quali è stato implementato correttamente il template Bio. Pagina aggiornata al 29 lug 2025. |

## VI secolo(1)
- 511 - Volusiano, politico romano

## IX secolo(1)
- 886 - Giuseppe l'Innografo, monaco cristiano bizantino (n. 816)

## X secolo(1)
- 963 - Guglielmo III di Aquitania, conte (n. 910)

## XI secolo(1)
- 1081 - Boleslao II di Polonia, re polacco

## XII secolo(2)
- 1153 - Al-'Adil ibn al-Sallar, generale e politico arabo
- 1171 - Philippe de Milly, cavaliere medievale francese

## XIII secolo(5)
- 1203 - Arturo I di Bretagna, nobile (n. 1187)
- 1253 - Riccardo di Chichester, vescovo cattolico britannico (n. 1197)
- 1260 - Gandolfo Sacchi, francescano italiano
- 1282 - Bernardo Aiglerio, abate francese
- 1287 - Papa Onorio IV, papa e cardinale italiano

## XIV secolo(3)
- 1315 - Jacopo Bertaldo, giurista e vescovo cattolico italiano
- 1348 - Adolfo VI di Berg, nobile
- 1349 - Oddone IV di Borgogna, duca (n. 1295)

## XV secolo(5)
- 1423 - Ludovico Fieschi, cardinale italiano
- 1441 - Bianca di Navarra, regina (n. 1387)
- 1447 - Niccolò d'Acciapaccio, cardinale e arcivescovo cattolico italiano (n. 1382)
- 1473 - Alessandro Sforza, condottiero italiano (n. 1409)
- 1482 - Massimo III di Costantinopoli, arcivescovo ortodosso greco

## XVI secolo(15)
- 1525 - Giovanni di Bernardo Rucellai, scrittore italiano (n. 1475)
- 1538 - Lucantonio Giunti, editore e tipografo italiano (n. 1457)
- 1538 - Elizabeth Howard, nobile inglese
- 1540 - Garcia de Noronha, esploratore e militare portoghese (n. 1479)
- 1542 - Jaime de Conchillos, vescovo cattolico spagnolo
- 1545 - Antonio de Guevara, scrittore e vescovo cattolico spagnolo
- 1549 - Matsudaira Hirotada, militare giapponese (n. 1526)
- 1549 - Ascanio Parisani, cardinale e vescovo cattolico italiano
- 1573 - Emilia Cauzzi Gonzaga, nobildonna italiana (n. 1524)
- 1582 - Takeda Katsuyori, militare giapponese (n. 1546)
- 1582 - Ōkuma Tomohide, militare giapponese (n. 1517)
- 1595 - Matteo Priuli, vescovo cattolico italiano (n. 1528)
- 1596 - Koca Sinan Pascià, militare e politico ottomano (n. 1506)
- 1597 - Paolo I Sforza, marchese di Proceno, nobile e militare italiano (n. 1535)
- 1600 - Stanislaw Reszka, gesuita e diplomatico polacco (n. 1544)

## XVII secolo(15)
- 1602 - Filippino de' Medici, nobile italiano (n. 1598)
- 1602 - Simone Pietro Simoni, filosofo italiano (n. 1532)
- 1624 - Kemankeş Kara Ali Pascià, politico ottomano (n. 1580)
- 1627 - Giovanni Giorgio Linati, vescovo cattolico italiano (n. 1563)
- 1630 - Paolo Torelli, arcivescovo cattolico italiano (n. 1576)
- 1630 - Christopher Villiers, nobile inglese (n. 1593)
- 1643 - Bartolomeo Picchiatti, architetto e ingegnere italiano (n. 1571)
- 1663 - Tommaso Aversa, poeta e drammaturgo italiano (n. 1623)
- 1674 - Gaspar Roomer, mercante e mecenate olandese
- 1680 - Shivaji, indiano (n. 1630)
- 1681 - Lucas Franchoijs il Giovane, pittore fiammingo (n. 1616)
- 1682 - Bartolomé Esteban Murillo, pittore spagnolo (n. 1618)
- 1688 - Cosimo Fancelli, scultore italiano (n. 1618)
- 1691 - Jean Petitot, pittore svizzero (n. 1607)
- 1695 - Melchior d'Hondecoeter, pittore, incisore e disegnatore olandese (n. 1636)

## XVIII secolo(25)
- 1703 - Biagio Falcieri, pittore italiano (n. 1627)
- 1706 - Giovanni Cinelli Calvoli, medico, letterato e bibliografo italiano (n. 1626)
- 1713 - Enrico di Lorena, conte di Brionne, nobile francese (n. 1661)
- 1715 - Francesco Aviani, pittore italiano (n. 1662)
- 1718 - Jacques Ozanam, matematico francese (n. 1640)
- 1719 - Maria Ernestina di Schwarzenberg, nobile boema (n. 1649)
- 1725 - Cornelius van Steenoven, arcivescovo vetero-cattolico olandese (n. 1661)
- 1730 - Henrietta FitzJames, nobile britannica (n. 1667)
- 1737 - Christian Ferdinand Abel, gambista e violoncellista tedesco (n. 1682)
- 1748 - Jean-Jacques Burlamaqui, filosofo, giurista e scrittore svizzero (n. 1694)
- 1750 - Frans van Stampart, pittore, incisore e editore fiammingo (n. 1675)
- 1760 - John Rous, militare britannico (n. 1702)
- 1764 - Anton Lazzaro Moro, presbitero e naturalista italiano (n. 1687)
- 1767 - Elisabetta Sofia Maria di Schleswig-Holstein-Sonderburg-Norburg, principessa tedesca (n. 1683)
- 1776 - Giuseppe Andreoli, pittore italiano (n. 1720)
- 1777 - Maksim Sozontovič Berezovskij, compositore, cantante lirico e violinista ucraino (n. 1745)
- 1778 - Francesco Corselli, compositore italiano (n. 1705)
- 1787 - Tommaso Maria Ghilini, cardinale e arcivescovo cattolico italiano (n. 1718)
- 1791 - John Berkenhout, fisico, naturalista e scrittore britannico (n. 1726)
- 1794 - Jacobo FitzJames Stuart, V duca di Berwick, nobile spagnolo (n. 1773)
- 1794 - Giovanni Gonzaga, nobile italiano (n. 1721)
- 1799 - Pierre Charles Le Monnier, astronomo e geofisico francese (n. 1715)
- 1799 - Francesco Antonio Lucifero, politico, patriota e rivoluzionario italiano
- 1799 - Giuseppe Suriano, nobile, politico e patriota italiano (n. 1765)
- 1799 - Bartolo Villaroja, nobile, politico e patriota italiano (n. 1751)

## XIX secolo(67)
- 1804 - Jędrzej Kitowicz, storico polacco
- 1807 - Charles Cadogan, I conte Cadogan, nobile e politico inglese (n. 1728)
- 1807 - Carl Caspar von Siebold, medico tedesco (n. 1736)
- 1810 - Twm o'r Nant, poeta e drammaturgo gallese (n. 1739)
- 1811 - Pieter-Jozef Verhaghen, pittore fiammingo (n. 1728)
- 1815 - José de Córdova y Ramos, ammiraglio e esploratore spagnolo (n. 1732)
- 1822 - Friedrich Justin Bertuch, editore e scrittore tedesco (n. 1747)
- 1823 - Erik Johan Stagnelius, poeta svedese (n. 1793)
- 1825 - Otto Heinrich von Loeben, poeta e scrittore tedesco (n. 1786)
- 1827 - Ernst Chladni, fisico tedesco (n. 1756)
- 1827 - Yosep V Hindi, vescovo cattolico siriano
- 1830 - François de Barthélemy, diplomatico e politico francese (n. 1747)
- 1832 - Jean-Baptiste Gaye, politico francese (n. 1778)
- 1833 - Joseph Anton Xaver von Waldburg-Wolfegg-Waldsee, principe e politico tedesco (n. 1766)
- 1838 - Francesco Antommarchi, medico francese (n. 1780)
- 1838 - Georg Dubislav Ludwig von Pirch, generale prussiano (n. 1763)
- 1842 - Anne Nompar de Caumont, nobildonna francese (n. 1753)
- 1843 - Georg Johann von Wrede, militare austriaco (n. 1765)
- 1844 - Lorenzo Martini, medico, fisiologo e pedagogista italiano (n. 1785)
- 1848 - Thomas Baring, II baronetto, politico e banchiere inglese (n. 1772)
- 1849 - Juliusz Słowacki, poeta polacco (n. 1809)
- 1850 - Václav Jan Křtitel Tomášek, compositore, insegnante e pedagogo ceco (n. 1774)
- 1851 - Louisa Fox-Strangways, nobildonna inglese (n. 1785)
- 1851 - Florestano Pepe, generale e patriota italiano (n. 1778)
- 1853 - Josef Ludwig von Armansperg, politico tedesco (n. 1787)
- 1854 - John Wilson, avvocato, critico letterario e scrittore scozzese (n. 1785)
- 1856 - Peter Friedrich Bouché, entomologo e botanico tedesco (n. 1785)
- 1858 - Sigismund von Neukomm, compositore e pianista austriaco (n. 1778)
- 1858 - Rubino Ventura, generale italiano (n. 1794)
- 1860 - Vincenzo Lanza, medico e politico italiano (n. 1784)
- 1860 - Nicola Sterlini, vescovo cattolico italiano (n. 1798)
- 1862 - James Clark Ross, esploratore e navigatore britannico (n. 1800)
- 1863 - Miguel de San Román, politico peruviano (n. 1802)
- 1865 - Fëdor Vasil'evič Orlov-Denisov, generale russo (n. 1802)
- 1865 - Giovanni Semmola, medico e farmacologo italiano (n. 1793)
- 1868 - Franz Berwald, compositore e violinista svedese (n. 1796)
- 1870 - Philipp Jaffé, storico, filologo e diplomatista tedesco (n. 1819)
- 1871 - Luigi Barbavara di Gravellona, politico italiano (n. 1818)
- 1871 - Gustave Flourens, scienziato e politico francese (n. 1838)
- 1872 - Michail Dmitrievič Teben'kov, militare, esploratore e oceanografo russo (n. 1802)
- 1874 - Ambrogio Binda, imprenditore italiano (n. 1811)
- 1876 - Friedrich von Berchtold, botanico ceco (n. 1781)
- 1876 - Henriette Davidis, scrittrice tedesca (n. 1800)
- 1877 - Charles Henry Spencer-Churchill, militare britannico (n. 1828)
- 1878 - Giovanni Spano, archeologo, linguista e etnologo italiano (n. 1803)
- 1882 - Stepan Nikolaevič Chalturin, rivoluzionario russo (n. 1857)
- 1882 - Jesse James, pistolero e criminale statunitense (n. 1847)
- 1882 - Luigia Pascoli, pittrice italiana (n. 1805)
- 1884 - Luigi Scrosoppi, presbitero italiano (n. 1804)
- 1884 - Jem Ward, pugile inglese (n. 1800)
- 1886 - Arthur Pember, calciatore, alpinista e avvocato britannico (n. 1835)
- 1887 - Luigi Querena, pittore italiano (n. 1824)
- 1888 - Axel Harnack, matematico tedesco (n. 1851)
- 1889 - Victor Antoine Signoret, medico e entomologo francese (n. 1816)
- 1890 - George Phipps, II marchese di Normanby, politico britannico (n. 1819)
- 1892 - Gaetano Bianchi, pittore e restauratore italiano (n. 1819)
- 1892 - Giuseppe Borchetta, patriota e ingegnere italiano (n. 1827)
- 1893 - Achille Apolloni, cardinale italiano (n. 1823)
- 1893 - Pedro Diez Canseco, politico peruviano (n. 1815)
- 1894 - Carlo Usigli, scacchista italiano (n. 1812)
- 1896 - Francesco Auriti, politico italiano (n. 1822)
- 1896 - Cesare Mattei, politico e letterato italiano (n. 1809)
- 1897 - Johannes Brahms, compositore, pianista e direttore d'orchestra tedesco (n. 1833)
- 1898 - Johan Martin Christian Lange, botanico e micologo danese (n. 1818)
- 1899 - Adolf Guyer-Zeller, imprenditore svizzero (n. 1839)
- 1899 - Étienne Pernet, presbitero francese (n. 1824)
- 1900 - Giovanni Battista Alton, scrittore austro-ungarico (n. 1845)

## XX secolo(238)
- 1901 - Richard D'Oyly Carte, impresario teatrale britannico (n. 1844)
- 1902 - Edmund Pfleiderer, filosofo tedesco (n. 1842)
- 1902 - Andreas Reischek, ornitologo e naturalista austriaco (n. 1845)
- 1903 - Luis Aldunate, politico e avvocato cileno (n. 1842)
- 1903 - Jean Alfred Marioton, pittore e decoratore francese (n. 1863)
- 1904 - Ernest Monnington Bowden, inventore irlandese (n. 1859)
- 1904 - Jean François Théophile Pépin, matematico francese (n. 1826)
- 1904 - Luigi Tanari, politico italiano (n. 1820)
- 1905 - Luigi Antonio Baruffaldi, politico e avvocato italiano (n. 1820)
- 1906 - Robert Henze, scultore tedesco (n. 1827)
- 1906 - Ugo Sorani, politico e giurista italiano (n. 1850)
- 1907 - Désirée Artôt, mezzosoprano belga (n. 1835)
- 1909 - Pascual Cervera y Topete, ammiraglio spagnolo (n. 1839)
- 1910 - Richard Abegg, chimico tedesco (n. 1869)
- 1910 - Agostina Segatori, modella italiana (n. 1841)
- 1915 - Isacco Leyb Peretz, scrittore polacco (n. 1852)
- 1915 - Nadežda Petrović, pittrice serba (n. 1873)
- 1915 - Teresa di Sassonia-Altenburg, principessa tedesca (n. 1823)
- 1916 - Luigi Bresciani, aviatore e militare italiano (n. 1888)
- 1918 - Augusto Corelli, pittore italiano (n. 1853)
- 1918 - Charley Mitchell, pugile britannico (n. 1861)
- 1921 - Annie Louise Cary, contralto statunitense (n. 1842)
- 1922 - Serapio Calderón, politico peruviano (n. 1843)
- 1924 - Giovanni Battista De Negri, tenore italiano (n. 1851)
- 1924 - Franz von Bayros, artista, illustratore e pittore austriaco (n. 1866)
- 1925 - Jean de Reszke, tenore e insegnante polacco (n. 1850)
- 1925 - Alfred de Tarde, scrittore, economista e giornalista francese (n. 1880)
- 1926 - Carlo Leone Reynaudi, militare e politico italiano (n. 1845)
- 1927 - Ezechiele Huerta Gutiérrez, organista messicano (n. 1876)
- 1928 - Lem B. Parker, regista e sceneggiatore statunitense (n. 1865)
- 1930 - Emma Albani, soprano canadese (n. 1847)
- 1930 - Ernst Conrad, giurista e magistrato tedesco (n. 1858)
- 1930 - Edward Warren, regista, attore e produttore cinematografico statunitense (n. 1856)
- 1932 - Carlo Favale, dirigente sportivo italiano (n. 1880)
- 1933 - Luigi Callaini, politico e avvocato italiano (n. 1848)
- 1933 - Charles Mengin, pittore e scultore francese (n. 1853)
- 1934 - Edward Christian, calciatore inglese (n. 1858)
- 1934 - Frederick Christian, crickettista britannico (n. 1867)
- 1934 - Pasquale Meomartini, generale e politico italiano (n. 1859)
- 1935 - Ernst Joll, calciatore estone (n. 1902)
- 1936 - Henri Andréani, regista francese (n. 1877)
- 1936 - Bruno Hauptmann, criminale tedesco (n. 1899)
- 1936 - Nino Ilari, poeta, drammaturgo e giornalista italiano (n. 1862)
- 1936 - Paul Kelly, mafioso statunitense (n. 1876)
- 1937 - Maria Teresa Casini, religiosa italiana (n. 1864)
- 1937 - Giovanni di Gesù e Maria, presbitero spagnolo (n. 1895)
- 1938 - Enrico Tarenghi, pittore italiano (n. 1848)
- 1939 - Vilhelm Glückstadt, regista e imprenditore danese (n. 1885)
- 1939 - Walery Sławek, politico polacco (n. 1879)
- 1940 - Josef Ponten, scrittore tedesco (n. 1883)
- 1940 - Ricardo Severo, architetto, ingegnere e archeologo portoghese (n. 1869)
- 1941 - Rodolfo Batagelj, militare e marinaio italiano (n. 1906)
- 1941 - Armando Crisciani, militare e marinaio italiano (n. 1902)
- 1941 - Ivan Šadr, scultore russo (n. 1887)
- 1941 - Carmelo Raiti, militare italiano (n. 1917)
- 1941 - Ulderico Sacchetto, militare e marinaio italiano (n. 1911)
- 1941 - Pál Teleki, politico ungherese (n. 1879)
- 1942 - Paul Gilson, compositore belga (n. 1865)
- 1942 - René Lunden, bobbista belga (n. 1902)
- 1943 - Alberto Martin-Franklin, diplomatico e politico italiano (n. 1876)
- 1943 - Conrad Veidt, attore tedesco (n. 1893)
- 1944 - Alessandro Delmastro, partigiano italiano (n. 1917)
- 1944 - Giuseppe Morosini, presbitero e partigiano italiano (n. 1913)
- 1945 - Leda Antinori, partigiana e antifascista italiana (n. 1927)
- 1945 - Chiaffredo Cassiani, partigiano italiano (n. 1916)
- 1945 - Mihály Dávid, pesista ungherese (n. 1886)
- 1945 - Johann Luef, calciatore austriaco (n. 1905)
- 1945 - Fritz Vogt, militare tedesco (n. 1918)
- 1946 - Alf Common, calciatore inglese (n. 1880)
- 1946 - Masaharu Honma, generale giapponese (n. 1888)
- 1947 - Ferdinando Ricca, vescovo cattolico italiano (n. 1880)
- 1948 - Bror Berger, attore, regista e sceneggiatore svedese (n. 1874)
- 1948 - Giuseppe Gabetti, germanista italiano (n. 1886)
- 1948 - Gjergj Volaj, vescovo cattolico albanese (n. 1904)
- 1949 - Bartolomeo Cattaneo, aviatore italiano (n. 1883)
- 1949 - Ivo Tartaglia, politico, avvocato e giornalista jugoslavo (n. 1880)
- 1950 - Kurt Weill, compositore e musicista tedesco (n. 1900)
- 1951 - Franco De Gregori, calciatore italiano (n. 1927)
- 1951 - Carlo De Simone, generale italiano (n. 1885)
- 1952 - Nicholas Laucella, flautista e compositore statunitense (n. 1882)
- 1952 - Carmelo Patanè, arcivescovo cattolico italiano (n. 1869)
- 1953 - Jean Epstein, regista francese (n. 1897)
- 1953 - Algot Lönn, ciclista su strada svedese (n. 1887)
- 1954 - Mario Carlo Corsi, giornalista, sceneggiatore e commediografo italiano (n. 1882)
- 1954 - Aristides de Sousa Mendes, diplomatico portoghese (n. 1885)
- 1954 - Constantin Rozanoff, militare e aviatore francese (n. 1905)
- 1955 - Felice Guarneri, economista, dirigente d'azienda e politico italiano (n. 1882)
- 1955 - Karl Hofer, pittore tedesco (n. 1878)
- 1955 - Sybille Schmitz, attrice tedesca (n. 1909)
- 1956 - Giovanni Floriano Banelli, dirigente d'azienda e politico italiano (n. 1881)
- 1956 - Erhard Raus, generale austriaco (n. 1889)
- 1957 - Alphonse Charpiot, ciclista su strada francese (n. 1879)
- 1957 - Pëtr Isakov, allenatore di calcio, calciatore e arbitro di calcio sovietico (n. 1900)
- 1957 - Kokei Kobayashi, pittore giapponese (n. 1883)
- 1957 - Hans Reinl, alpinista, ingegnere e politico austriaco (n. 1880)
- 1957 - Ned Sparks, attore canadese (n. 1883)
- 1958 - Emil Abel, chimico austriaco (n. 1875)
- 1958 - Brandon Evans, attore statunitense (n. 1878)
- 1959 - Lucia Dunham, soprano, insegnante e saggista statunitense
- 1959 - Walter Fischer, calciatore tedesco (n. 1889)
- 1960 - Leopoldo Cassese, storico e archivista italiano (n. 1901)
- 1960 - Norodom Suramarit, re cambogiano (n. 1896)
- 1960 - Luís Augusto Vinhaes, allenatore di calcio brasiliano (n. 1896)
- 1961 - Oscar Chirimini, calciatore uruguaiano (n. 1917)
- 1961 - Carsten Høeg, filologo classico danese (n. 1896)
- 1961 - Barry Vincent Jackson, regista, scenografo e impresario teatrale inglese (n. 1879)
- 1961 - Eliseo Mouriño, calciatore argentino (n. 1927)
- 1961 - Jacques Pessers, vescovo cattolico olandese (n. 1896)
- 1961 - Rudolf Schwarz, architetto tedesco (n. 1897)
- 1961 - José Silva, calciatore portoghese (n. 1903)
- 1962 - Adolfo Bordoni, ciclista su strada italiano (n. 1905)
- 1962 - Ernst Grünfeld, scacchista austriaco (n. 1893)
- 1962 - Francisco Gómez de Santiago, vescovo cattolico e missionario spagnolo (n. 1887)
- 1962 - Manolis Kalomiris, compositore greco (n. 1883)
- 1962 - Benny Paret, pugile cubano (n. 1937)
- 1962 - Hugo Rüster, canottiere tedesco (n. 1872)
- 1963 - Antonietta di Anhalt, principessa tedesca (n. 1885)
- 1963 - Philippe Houben, nuotatore e pallanuotista belga (n. 1881)
- 1963 - Alma Richards, altista statunitense (n. 1890)
- 1964 - Francesco Giuseppe di Hohenzollern-Emden, principe tedesco (n. 1891)
- 1964 - Eduard von der Heydt, banchiere, collezionista d'arte e mecenate tedesco (n. 1882)
- 1965 - Ray Enright, regista, sceneggiatore e montatore statunitense (n. 1896)
- 1965 - Else Jacobsen, nuotatrice danese (n. 1911)
- 1965 - Gudbrand Skatteboe, tiratore a segno norvegese (n. 1875)
- 1966 - Russel Crouse, scrittore statunitense (n. 1893)
- 1966 - Battista Farina, imprenditore e carrozziere italiano (n. 1893)
- 1967 - Joe Leson, cestista statunitense (n. 1912)
- 1967 - Angelo Piero Sereni, giurista italiano (n. 1908)
- 1968 - Girolamo Comi, poeta italiano (n. 1890)
- 1968 - Oswald Zappelli, schermidore svizzero (n. 1913)
- 1969 - Lydia Johnson, danzatrice, cantante e attrice russa (n. 1896)
- 1969 - Adele Younghusband, fotografa e pittrice neozelandese (n. 1878)
- 1970 - Endre Hamvas, arcivescovo cattolico ungherese (n. 1890)
- 1970 - Nicola di Oldenburg, politico tedesco (n. 1897)
- 1971 - Erich Boehringer, archeologo e numismatico tedesco (n. 1897)
- 1971 - Jacques Ochs, schermidore belga (n. 1883)
- 1971 - Natale Santero, politico e chirurgo italiano (n. 1893)
- 1971 - Umberto Tomba, politico italiano (n. 1901)
- 1971 - Joe Valachi, mafioso e collaboratore di giustizia statunitense (n. 1904)
- 1972 - Ferde Grofé, compositore e musicista statunitense (n. 1892)
- 1972 - Paul Kellner, nuotatore tedesco (n. 1890)
- 1973 - Giovanni Pirelli, scrittore e partigiano italiano (n. 1918)
- 1974 - Cora Sandel, scrittrice e pittrice norvegese (n. 1880)
- 1975 - Angela Bambace, sindacalista italiana (n. 1898)
- 1975 - Peter Kohnke, tiratore a segno tedesco (n. 1941)
- 1975 - Isabella Quaranta, attrice italiana (n. 1892)
- 1975 - Mary Ure, attrice scozzese (n. 1933)
- 1975 - Angelo Volontè, presbitero italiano (n. 1899)
- 1976 - Reg Allen, calciatore inglese (n. 1919)
- 1976 - Francesco Cattalinich, canottiere italiano (n. 1891)
- 1977 - Wilhelm Boger, militare tedesco (n. 1906)
- 1977 - Randy Cleek, pilota motociclistico statunitense (n. 1955)
- 1977 - Ursula Grabley, attrice e doppiatrice tedesca (n. 1908)
- 1978 - Karl Asplund, poeta, scrittore e critico d'arte svedese (n. 1890)
- 1978 - Angelo Drigo, fisico italiano (n. 1907)
- 1978 - Kevin McAlinden, calciatore nordirlandese (n. 1913)
- 1978 - Ray Noble, compositore britannico (n. 1903)
- 1979 - Giuseppe Perrone Capano, politico e avvocato italiano (n. 1898)
- 1979 - Amelia Piccinini, pesista e lunghista italiana (n. 1917)
- 1979 - Erich Rademacher, nuotatore e pallanuotista tedesco (n. 1901)
- 1979 - Moriaki Shimizu, generale e diplomatico giapponese (n. 1896)
- 1980 - Robert Lemaignen, politico francese (n. 1893)
- 1980 - Sven Ivar Lind, architetto svedese (n. 1902)
- 1981 - Cecelia Ager, critica cinematografica statunitense (n. 1902)
- 1981 - Leo Kanner, psichiatra austriaco (n. 1894)
- 1981 - Rudolf Krčil, allenatore di calcio e calciatore cecoslovacco (n. 1906)
- 1981 - Juan Trippe, imprenditore statunitense (n. 1899)
- 1982 - Warren Oates, attore statunitense (n. 1928)
- 1982 - Arne Riberg, calciatore norvegese (n. 1909)
- 1982 - Brian Upson, cestista e allenatore di pallacanestro canadese (n. 1931)
- 1982 - Alfred G. Ward, ammiraglio statunitense (n. 1908)
- 1983 - Jimmy Bloomfield, allenatore di calcio e calciatore inglese (n. 1934)
- 1983 - Gino Demi, calciatore italiano (n. 1901)
- 1983 - Michel Frutschi, pilota motociclistico svizzero (n. 1953)
- 1983 - Bernardo Sartori, presbitero e missionario italiano (n. 1897)
- 1984 - Luigi Cosenza, ingegnere, urbanista e politico italiano (n. 1905)
- 1984 - Jack Middelburg, pilota motociclistico olandese (n. 1952)
- 1985 - Luciano Miori, latinista, grecista e traduttore italiano (n. 1901)
- 1985 - Helmut Niedermayr, pilota automobilistico tedesco (n. 1915)
- 1985 - Oreco, calciatore brasiliano (n. 1932)
- 1985 - Alfredo Parente, storico e critico musicale italiano (n. 1905)
- 1986 - Peter Pears, tenore inglese (n. 1910)
- 1986 - Kazem Shariatmadari, personalità religiosa iraniano (n. 1906)
- 1987 - Hans Cattini, hockeista su ghiaccio e allenatore di hockey su ghiaccio svizzero (n. 1914)
- 1987 - Aldo Franchini, medico italiano (n. 1910)
- 1987 - Andrej Severnyj, astrofisico russo (n. 1913)
- 1987 - Luigi Tropeano, politico italiano (n. 1920)
- 1988 - Isaac Froimovich, pallanuotista cileno (n. 1918)
- 1988 - Giuseppe Macchiavelli, politico italiano (n. 1922)
- 1989 - Andrea Busiri Vici, architetto e storico dell'arte italiano (n. 1903)
- 1989 - Friedrich-Jobst Volckamer von Kirchensittenbach, generale tedesco (n. 1894)
- 1989 - Viktor Nikiforov, hockeista su ghiaccio sovietico (n. 1931)
- 1989 - Kruno Tonković, ingegnere croato (n. 1911)
- 1990 - Bernard Glemser, scrittore britannico (n. 1908)
- 1990 - Mario Pomilio, scrittore, saggista e giornalista italiano (n. 1921)
- 1990 - Sarah Vaughan, cantante statunitense (n. 1924)
- 1990 - Franco Ventura, calciatore italiano (n. 1920)
- 1991 - Graham Greene, scrittore, drammaturgo e sceneggiatore britannico (n. 1904)
- 1991 - Tatul Krpeyan, partigiano armeno (n. 1965)
- 1992 - Giovanni Forti, giornalista italiano (n. 1954)
- 1992 - Roger Kindt, ciclista su strada belga (n. 1945)
- 1994 - Charles Camproux, linguista francese (n. 1908)
- 1994 - Ranulfo Cortés, calciatore messicano (n. 1934)
- 1994 - Chad Kinch, cestista statunitense (n. 1958)
- 1994 - Jérôme Lejeune, genetista, pediatra e attivista francese (n. 1926)
- 1994 - Agostinho da Silva, filosofo, poeta e saggista portoghese (n. 1906)
- 1995 - Fernando Huergo, schermidore argentino (n. 1908)
- 1995 - Gracita Morales, attrice spagnola (n. 1928)
- 1995 - Giovanni Rappazzo, inventore italiano (n. 1893)
- 1995 - Marion Tinsley, damista statunitense (n. 1927)
- 1995 - Bogusław Zych, schermidore polacco (n. 1951)
- 1996 - Mario Adorati, carabiniere italiano (n. 1926)
- 1996 - Mario dell'Arco, architetto e poeta italiano (n. 1905)
- 1996 - Mariolina Bovo, attrice italiana (n. 1934)
- 1996 - Ron Brown, politico statunitense (n. 1941)
- 1996 - Herk Harvey, regista, attore e regista statunitense (n. 1924)
- 1996 - Alphonse James Schladweiler, vescovo cattolico statunitense (n. 1902)
- 1997 - Sergej Filatov, cavaliere sovietico (n. 1926)
- 1997 - Severino Savi, presbitero italiano (n. 1911)
- 1997 - Dan Swartz, cestista statunitense (n. 1931)
- 1998 - Mary Cartwright, matematica britannica (n. 1900)
- 1998 - Caroline Fletcher, tuffatrice statunitense (n. 1906)
- 1998 - Givi K'art'ozia, lottatore sovietico (n. 1929)
- 1998 - Charles Lang, direttore della fotografia statunitense (n. 1901)
- 1998 - Rob Pilatus, cantante, ballerino e modello tedesco (n. 1965)
- 1998 - Wolf Vostell, pittore e scultore tedesco (n. 1932)
- 1999 - Helen Aberson, scrittrice statunitense (n. 1907)
- 1999 - Lionel Bart, compositore e librettista inglese (n. 1930)
- 1999 - Joe Cassano, rapper italiano (n. 1973)
- 1999 - Evelyn Lambart, regista e animatrice canadese (n. 1914)
- 2000 - Milko Bobocov, scacchista bulgaro (n. 1931)
- 2000 - Fabrizio Bruno, architetto italiano (n. 1926)
- 2000 - Jean Dominique, giornalista haitiano (n. 1930)
- 2000 - Marta Hoepffner, fotografa tedesca (n. 1912)
- 2000 - Eri Irianto, calciatore indonesiano (n. 1974)
- 2000 - Egil Jevanord, calciatore norvegese (n. 1918)
- 2000 - Mahpeyker Hanimsultan, principessa ottomana (n. 1917)
- 2000 - Terence McKenna, scrittore, naturalista e filosofo statunitense (n. 1946)

## XXI secolo(148)
- 2001 - Kersten Meier, nuotatore tedesco (n. 1954)
- 2002 - Emanuel Attard, calciatore maltese (n. 1934)
- 2002 - Heinz Drache, attore e doppiatore tedesco (n. 1923)
- 2002 - Fad Gadget, musicista e cantante britannico (n. 1956)
- 2002 - Lance Stephens, cestista canadese (n. 1937)
- 2004 - Gabriella Ferri, cantautrice, cabarettista e attrice italiana (n. 1942)
- 2004 - André Hess, calciatore francese (n. 1933)
- 2004 - Nicola Lettieri, politico italiano (n. 1923)
- 2004 - Bibi Vogel, attrice, cantante e attivista brasiliana (n. 1942)
- 2004 - Valeriano Zanazzi, ciclista su strada e ciclocrossista italiano (n. 1926)
- 2005 - Aleksy Antkiewicz, pugile polacco (n. 1923)
- 2005 - Jef Eygel, cestista belga (n. 1933)
- 2005 - Abdelkader Firoud, allenatore di calcio e calciatore francese (n. 1919)
- 2005 - Athos Miniati, calciatore italiano (n. 1922)
- 2005 - Renzo Vescovi, regista teatrale italiano (n. 1941)
- 2006 - Doug Coombs, sciatore statunitense (n. 1957)
- 2006 - Bill Durkee, cestista statunitense (n. 1921)
- 2006 - Normanno Gobbi, pittore italiano (n. 1938)
- 2006 - Marshall Goldberg, giocatore di football americano statunitense (n. 1917)
- 2006 - Al Harker, calciatore statunitense (n. 1910)
- 2006 - Harry McGilberry, cantante statunitense (n. 1950)
- 2007 - Robin Montgomerie-Charrington, pilota automobilistico britannico (n. 1915)
- 2007 - Michael Joseph Murphy, vescovo cattolico statunitense (n. 1915)
- 2007 - Franco Pucci, attore italiano (n. 1920)
- 2007 - Burt Topper, regista statunitense (n. 1928)
- 2007 - Salvatore Venuta, biologo e oncologo italiano (n. 1944)
- 2007 - Vittorina Vivenza, discobola e velocista italiana (n. 1912)
- 2007 - Nina Wang, imprenditrice cinese (n. 1937)
- 2007 - Simon Zimny, calciatore francese (n. 1927)
- 2008 - Hrvoje Ćustić, calciatore croato (n. 1983)
- 2008 - Karl-Heinz Henrichs, pistard tedesco (n. 1942)
- 2008 - Riccardo Moncalvo, fotografo italiano (n. 1915)
- 2008 - Robert Tomasulo, informatico statunitense (n. 1934)
- 2009 - Erhard Albrecht, filosofo tedesco (n. 1925)
- 2009 - Joan Comas Pausas, pittore, mercante e architetto spagnolo (n. 1913)
- 2009 - Armando Corona, medico, imprenditore e politico italiano (n. 1921)
- 2009 - Eva Evdokimova, ballerina statunitense (n. 1948)
- 2009 - Manuel Pardo Abad, cestista spagnolo (n. 1931)
- 2010 - Romano Alquati, sociologo, attivista e saggista italiano (n. 1935)
- 2010 - Oleg Kopaev, allenatore di calcio e calciatore sovietico (n. 1937)
- 2010 - Maurizio Mosca, giornalista e conduttore televisivo italiano (n. 1940)
- 2010 - Eugène Terre'Blanche, politico e ufficiale sudafricano (n. 1941)
- 2010 - Jesús Vásquez, cantante peruviana (n. 1920)
- 2011 - Joe Camic, cestista statunitense (n. 1922)
- 2011 - Giacomino Granchi, politico italiano (n. 1946)
- 2011 - Kevin Jarre, sceneggiatore statunitense (n. 1954)
- 2011 - Franco Putzolu, illustratore e disegnatore italiano (n. 1936)
- 2011 - Calvin Russell, cantautore e chitarrista statunitense (n. 1948)
- 2012 - Aírton Pavilhão, calciatore brasiliano (n. 1934)
- 2012 - Arduino Bertoldo, vescovo cattolico italiano (n. 1932)
- 2012 - Richard Descoings, funzionario e politologo francese (n. 1958)
- 2012 - Frank Fucarino, cestista statunitense (n. 1920)
- 2012 - Raymond Jean, scrittore francese (n. 1925)
- 2012 - Carmine Manzi, scrittore, giornalista e saggista italiano (n. 1919)
- 2012 - Pier Luigi Pagani, medico italiano (n. 1923)
- 2012 - Franco Soresini, storico e scrittore italiano (n. 1920)
- 2012 - Xenia Stad-de Jong, velocista olandese (n. 1922)
- 2012 - Jay Strongbow, wrestler statunitense (n. 1928)
- 2012 - José María Zárraga, calciatore spagnolo (n. 1930)
- 2013 - Mariano Agate, mafioso italiano (n. 1939)
- 2013 - Juan Díaz Sánchez, calciatore spagnolo (n. 1948)
- 2013 - Don Kennedy, attore statunitense (n. 1921)
- 2013 - Ruth Prawer Jhabvala, sceneggiatrice e scrittrice inglese (n. 1927)
- 2013 - Jean Sincere, attrice e doppiatrice statunitense (n. 1919)
- 2014 - Régine Deforges, scrittrice e editrice francese (n. 1935)
- 2014 - Valerio Isidori, attore italiano (n. 1942)
- 2014 - Alberto Marmont, ematologo italiano (n. 1918)
- 2014 - Valerij Nikolaevič Sagatovskij, filosofo russo (n. 1933)
- 2014 - Paul Salamunovich, direttore di coro e docente statunitense (n. 1927)
- 2015 - Bob Burns, batterista statunitense (n. 1950)
- 2015 - Raúl Gorriti, calciatore peruviano (n. 1956)
- 2015 - Andrew Porter, critico musicale e organista britannico (n. 1928)
- 2015 - Robert Rietti, attore e regista italiano (n. 1923)
- 2016 - Joe Medicine Crow, storico statunitense (n. 1913)
- 2016 - Don Francks, attore, cantante e musicista canadese (n. 1932)
- 2016 - Lars Gustafsson, scrittore svedese (n. 1936)
- 2016 - Cesare Maldini, calciatore e allenatore di calcio italiano (n. 1932)
- 2016 - Ronald Austin Mulkearns, vescovo cattolico australiano (n. 1930)
- 2016 - Noh Jin-kyu, pattinatore di short track sudcoreano (n. 1992)
- 2016 - Lola Novaković, cantante serba (n. 1935)
- 2016 - Bill Henderson, attore e musicista statunitense (n. 1926)
- 2016 - Jules Schelvis, scrittore e storico olandese (n. 1921)
- 2016 - Kōji Wada, cantante e blogger giapponese (n. 1974)
- 2017 - Bruno Burrini, sciatore alpino italiano (n. 1931)
- 2017 - Maria Pozsonec, pedagoga e politica slovena (n. 1940)
- 2017 - Renate Schroeter, attrice tedesca (n. 1939)
- 2018 - Lino Armellin, politico italiano (n. 1935)
- 2018 - David Edgerton, imprenditore statunitense (n. 1927)
- 2018 - Lill-Babs, cantante svedese (n. 1938)
- 2018 - Vitilio Masiello, italianista, critico letterario e politico italiano (n. 1934)
- 2018 - Eolo Parodi, politico italiano (n. 1926)
- 2018 - Arrigo Petacco, giornalista, storico e sceneggiatore italiano (n. 1929)
- 2018 - Renzo Sassi, calciatore e allenatore di calcio italiano (n. 1929)
- 2019 - Ferdinando Bologna, storico dell'arte italiano (n. 1925)
- 2020 - Helin Bölek, cantante e attivista turca (n. 1992)
- 2020 - Ira Einhorn, attivista, ambientalista e criminale statunitense (n. 1940)
- 2020 - Giovanni Paolo Gibertini, vescovo cattolico italiano (n. 1922)
- 2020 - Ab Gootjes, cestista olandese (n. 1931)
- 2020 - Piero Gratton, designer italiano (n. 1939)
- 2020 - Gabriele Guizzo, calciatore italiano (n. 1942)
- 2020 - Sergio Rossi, stilista e imprenditore italiano (n. 1935)
- 2020 - Thio Gim Hock, pallanuotista singaporiano (n. 1938)
- 2020 - Eric Verdonk, canottiere neozelandese (n. 1959)
- 2020 - Constand Laubscher Viljoen, politico e generale sudafricano (n. 1933)
- 2021 - Jill Corey, cantante statunitense (n. 1935)
- 2021 - Jim Haynie, attore statunitense (n. 1940)
- 2021 - Gloria Henry, attrice statunitense (n. 1933)
- 2021 - Ho Lien Siew, cestista e allenatore di pallacanestro singaporiano (n. 1932)
- 2021 - Willy Kurant, direttore della fotografia belga (n. 1934)
- 2021 - Cyprian Kizito Lwanga, arcivescovo cattolico ugandese (n. 1953)
- 2021 - John Paragon, attore e regista statunitense (n. 1954)
- 2021 - Giuseppe Pinori, direttore della fotografia italiano (n. 1928)
- 2021 - Vera Squarcialupi, politica italiana (n. 1928)
- 2021 - Azuma Takashi, artista marziale giapponese (n. 1949)
- 2021 - Masakazu Tamura, attore giapponese (n. 1943)
- 2021 - Christian Wiyghan Tumi, cardinale e arcivescovo cattolico camerunese (n. 1930)
- 2021 - Carla Zampatti, stilista e imprenditrice italiana (n. 1942)
- 2022 - June Brown, attrice britannica (n. 1927)
- 2022 - Giorgio Chittolini, storico e medievista italiano (n. 1940)
- 2022 - Lygia Fagundes Telles, scrittrice brasiliana (n. 1918)
- 2022 - Michael Meier, arcivescovo cattolico tedesco (n. 1928)
- 2022 - Gene Shue, cestista, allenatore di pallacanestro e dirigente sportivo statunitense (n. 1931)
- 2022 - Gerda Weissmann Klein, scrittrice e attivista polacca (n. 1924)
- 2022 - Einar Østby, fondista norvegese (n. 1935)
- 2023 - Mario Božić, calciatore bosniaco (n. 1983)
- 2023 - Nico Cirasola, regista, attore e sceneggiatore italiano (n. 1951)
- 2023 - Nigel Lawson, politico britannico (n. 1932)
- 2024 - Renzo Barzizza, montatore, regista televisivo e produttore cinematografico italiano (n. 1935)
- 2024 - Veljko Bulajić, regista e sceneggiatore montenegrino (n. 1928)
- 2024 - Paolo Caccia, politico italiano (n. 1937)
- 2024 - Stefano Cherchi, fantino italiano (n. 2001)
- 2024 - Luke Fleurs, calciatore sudafricano (n. 2000)
- 2024 - Albert Heath, batterista statunitense (n. 1935)
- 2024 - Vitus Huonder, vescovo cattolico svizzero (n. 1942)
- 2024 - Sándor Müller, calciatore ungherese (n. 1949)
- 2024 - Simonetta Murru, politica, insegnante e sindacalista italiana (n. 1943)
- 2024 - Gaetano Pesce, scultore, designer e architetto italiano (n. 1939)
- 2024 - Adrian Schiller, attore britannico (n. 1964)
- 2024 - Vera Tschechowa, attrice e produttrice cinematografica tedesca (n. 1940)
- 2025 - Alfredo Bianchini, politico italiano (n. 1940)
- 2025 - Ivan Kley, tennista brasiliano (n. 1958)
- 2025 - Jiří Kochta, hockeista su ghiaccio ceco (n. 1946)
- 2025 - Theodore Edgar McCarrick, cardinale e arcivescovo cattolico statunitense (n. 1930)
- 2025 - Vito Rallo, compositore di scacchi italiano (n. 1939)
- 2025 - Amália Sterbinszky, pallamanista e allenatrice di pallamano ungherese (n. 1950)
- 2025 - Pietro Vanessi, disegnatore, illustratore e fumettista italiano (n. 1964)
- 2025 - Dean Wells, giocatore di football americano statunitense (n. 1970)
- 2025 - Margarita Xhepa, attrice albanese (n. 1932)